# Astrología japonesa
La astrología japonesa, más precisamente kyuuseiki o Ki de las 9 estrellas proviene de un sistema chino llamado "Astrología de las 5 estrellas", el cual incorporaba planetas tierra-Júpiter, fuego Marte, Tierra Saturno, Metal Venus, Agua Mercurio. Luego fueron agregados el sol (fuego) y la luna (agua). Esta tipo de astrología fue desapareciendo y cayendo en el olvido gracias a métodos como el sistema de los 4 pilares del destino (Bazi) y el Zi Wei Dou Shu, ambos ampliamente utilizados hasta la actualidad.
En el año 1924 un japonés erudito en la materia llamado Shinjiro Sonoda adoptó y desenterró de los brazos del tiempo esa antigua astrología que había sido ya prácticamente olvidada y dándole aportes personales basados en sus estudios concluyó con lo que se conocería como "Ki de las 9 estrellas". Una de las nuevas adaptaciones que Shinjiro Sonoda le regalaría a este sistema radica en la localización de la tercera energía siendo esta una estrella direccional que surge del mismo cuadrado mágico.
Otra de las grandes diferencias radica en que el sistema japonés no difiere en género en cuanto si el consultante es hombre o mujer, situación que sí sucede en el sistema chino.
En la astrología japonesa cada persona nacerá bajo un número (del 1 al 9), bajo un elemento (árbol, fuego, agua, tierra, metal), y bajo un color (blanco, negro, turquesa, verde, púrpura, amarillo, rojo). También y al igual que en la astrología china tendrá su correspondiente animal.
Por ejemplo una persona nacida en el año 1951 será: 4 Árbol Verde y Conejo entre los animales.
Luego también tendrá una naturaleza que tiene que ver con la estación climática y además otras dos energías (estrellas), una basada en el mes en que nació y otra que se desprenderá del cuadrado mágico o mapa natal.
Existen 9 áreas o signos en la astrología japonesa, ellos son:
1. Agua Blanca (Ippaku Suisei)
2. Tierra Negra (Jikoku Dosei)
3. Árbol Turquesa (Sanpeki Mokusei)
4. Árbol Verde (Shiroku Mokusei)
5. Tierra Amarilla (Goô Dosei)
6. Metal Blanco (Roppaku Kinsei)
7. Metal Rojo (Shichiseki Kinsei)
8. Tierra Blanca (Happaku Dosei)
9. Fuego Púrpura (Kyûshi Kasei)

Un dato que es muy importante de tener en cuenta es que para este arte (kigaku o estudio del Ki) el año no comienza el 1 de enero sino el 3/4 de febrero, por ende el ciclo corre desde el 3 de febrero al 2/3 de febrero del siguiente año.
Libros sobre Kigaku (estudio del ki) y la aplicación de las 9 estrellas son moneda corriente en las casas japonesa tanto como lo es la astrología caldea para occidente.
Este arte puramente preventivo también indica la forma más natural de alimentación para cada signo teniendo en cuenta que una de las formas de ingreso de ki (energía) a nuestro cuerpo es a través del alimento. Entre otros apasionantes temas que abarca la astrología japonesa es el de las direcciones anuales más convenientes para viajar y de aquella a evitar a la hora de realizar un viaje. También, y con el solo fin de mencionar algunas de los tantos tópicos que abarca, contempla el análisis de países, enfermedades, procesos climáticos, etc.
Referencia: Astrología Japonesa de Sebastián Cuenca

- Datos: Q5710024